# مايك تومسون (لاعب كرة قاعدة أمريكي)
مايك تومسون (بالإنجليزية: Mike Thompson)‏ هو لاعب كرة قاعدة أمريكي، ولد في 6 سبتمبر 1949 في دنفر في الولايات المتحدة.